# جمعية المقاصد الخيرية الإسلامية

شعار المقاصد

جمعية المقاصد الخيرية الإسلامية‌ هي جمعية خيرية إسلامية أسست سنة 1878م في بيروت. تقدم عدة خدمات متعلقة بقطاع التعليم والرعاية الصحية والشؤون الاجتماعية والثقافية. ارتبط اسمها إلى درجة كبيرة بعائلة قباني والداعوق وسلام البيروتية. يرأس مجلس الأمناء فيها حالياً د. فيصل بدر الدين سنو. 

## تاريخ المقاصد
تأسست المقاصد الخيرية الإسلامية في بيروت 1878م وهي جمعية خيرية إسلامية لا تبغي الربح تسعى لإنشاء مجتمع مقاصدي متميز مبني على القيم السامية فخور بانتمائه الوطني، والمقاصد تعمل بمبادئ الدين الإسلامي في سبيل تنمية قدرات مجتمعها وتربية أجياله، فتقوم من خلال مؤسساتها المختلفة بنشر التربية الإسلامية، وتأمين العناية الصحية وتقديم خدمات تربوية واستشفائية وثقافية وذلك بدعم تكاليف هذه الخدمات.
رأى المسلمون في بيروت إقبالاً من قبل المؤسسات التبشيريّة والوطنيّة على فتح المدارس في بيروت العُثمانيّة، فافتتحت مدارس لليسوعيين ولراهبات القديس يُوسُف وللإرساليّة الإنجيليّة السوريّة وللمؤسسات الكاثوليكيّة ومدرسة الحكمة والثلاثة أقمار، ومدرسة المعلم بطرس البستاني، كما افتتحت عام 1866م الكليّة السوريّة الإنجيليّة (الجامعة الأميركيّة اليوم) وافتتحت عام 1875م الكليّة اليسوعيّة.
في هذه الأجواء التبشيريّة والزحف على بيروت العُثمانيّة نشأت المقاصد متلمسة الأخطار الدينيّة والثقافيّة والاجتماعيّة لمواجهتها.
في غرة شعبان عام 1295هـ الموافق 31 تمّوز عام 1878م كان اجتماع التأسيس في منزل الشيخ عبد القادر القبّاني، صاحب صحيفة ثمرات الفنون، وبرئاسته، أما الأعضاء المؤسسون فهم: أحمد دريان
• بديع اليافي
• بشير البربير
• حسن بيهم
• حسن الطرابلسي
• حسن محرم
• خضر الحص
• راغب عز الدين
• سعيد الجندي
• سعيد طرابيه
• طه النصولي
• عبد الله غزاوي
• عبد القادر سنو
• عبد اللطيف حمادة
• عبد الرحمن النعماني
• محمد ديّة
• محمد الفاخوري
• محمد اللبابيدي
• محمد أبو سليم المغربل
• محمد خرما
• محمد رمضان
• مصباح محرم
• مصطفى شبارو
• هاشم الجمّال
لقد أشارت صحيفة (ثمرات الفنون) في 12 رمضان 1295هـ الموافق في 18 آب 1878م إلى الاجتماع المقاصدي الأول قائلة: (سرّنا أن حصلنا على ما تمنيناه عند أبناء الطائفة الإسلاميّة في بيروت، وذلك أنه تألفت جمعيّة من خمسة وعشرين شاباً من الأهالي، انتخب منهم الرئيس وأمين الصندوق والكاتب، وقد سُميّت بجمعيّة المقاصد الخيريّة، فانتخب الشيخ عبد القادر القبّاني رئيساً وبشير البربير أميناً للصندوق ومصباح محرم كاتباً للأعمال).
لقد أنطلق المقاصديون الرواد في جمع الأموال من المسلمين في بيروت دون ملل مبتدئين بأنفسهم، ومن يطلع على (الفجر الصادق) عام 1297هـ.
ما هو كتاب الفجر الصادق؟
الفجر الصادق هو البيان التأسيسي الأول لجمعية المقاصد وهو يضم، بالإضافة إلى شرح ماهية وأهداف الجمعية عند تأسيسها، أسماء الأشخاص الذين موّّلوا جمعية المقاصد حيث وصل عددهم إلى 1500 وهم كانوا من المسؤولين العثمانيين وبعض المسلمين والمسيحيين من خارج بيروت وبلاد الشام، كما أنها لقيت دعماً من متصرف بيروت رائف باشا، ثم لقيت الدعم من والي سوريا مدحت باشا، وكانت بيروت يومذاك تابعة لولاية سوريا، وتهدف الجمعية في رسالتها التربوية إلى تأمين التعليم الأساسي والتربية الإسلامية لأكبر عدد من أولاد مجتمعها، والتدرج بهم نحو فهم متكامل لرسالة الإسلام والتمسك بقيمه السامية، والتنشئة على الخصال العربية، وتطوير روح العمل الفريقي لديهم لتعزيز الشعور بالمسؤولية، والثقة بالنفس.
لقد رأت جمعية المقاصد منذ بداية نشاطها أنه لا بد من الاهتمام بالفتاة المسلمة وإعدادها إعداداً جيداً حتى يتسنى لها المشاركة في تكوين جيل مسلم ناضج ومتفتح، لهذا كان الهم المقاصدي الأول العمل على إنشاء مدرسة للبنات المسلمات. ومما جاء في حيثيات هذا القرار قول الأعضاء ما يلي: (.... فأخذنا في أول الأمر نبحث عن الأشد لزوماً لطائفتنا، فوجدنا أن أحسن وسيلة لنشر المعارف فيها هو تعليم الإناث: منها طرق التربيّة وما يحتجن إليه من العلوم والصنائع، إذ هن المربيات الأول، وعلى تقدمهن المعول، فتذاكرنا بافتتاح مدرسة لهن).
وبالفعل فقد كانت باكورة أعمال الجمعيّة افتتاح مدرسة للبنات في مطل شهر شوال عام 1295هـ في محلة الباشورة في بيت قريعة قباني.
ومن ثم انتقلت إلى دار يملكها الحاج محمد بيضون في المحلة ذاتها، بإيجار قدره 2000 ألفي قرش سنوياً. وبلغ عدد طالبات المدرسة 230 تلميذة، وعدد المعلمات ست. وكانت تدرس مبادئ الكتابة والقراءة والحساب والدين.
هذا وقد رأت الجمعيّة ضرورة إنشاء مدرسة ثانية، نظراً للإقبال الشديد من العائلات الإسلاميّة، فتداعى أعضاء الجمعيّة ووجهاء الطائفة فكان أن تبرع المجتمعون بمبالغ سمحت للجمعية بافتتاح مدرسة ثانية وذلك في شهر جمادي الآخرى عام 1296هـ وفي بداية عام 1297هـ انتقلت المدرسة إلى دار بني البربير في باطن يروت، بعد أن استأجرته الجمعيّة بمبلغ 2500 قرش سنوياً. وكان عدد تلميذاتها 200 تلميذة وعدد معلماتها خمس.
وفي شهر ذي الحجة عام 1296هـ افتتحت الجمعيّة من مالها الخاص مدرسة للذكور الأولى في سوق البازركان المعروفة بالمحكمة العتيقة، وذلك بحضور مدحت باشا وعدد من وجوه الطائفة الإسلاميّة وبلغ عدد تلامذتها 164 تلميذاً وعدد معلميها ثلاثة وكان التعليم فيها مجاناً وابتدائيّاً.
أما مدرسة الذكور الثانية فقد افتتحت في 2 محرم عام 1297هـ في محلة الباشورة في الطابق الثاني من (المكتب الرشدي العسكري السلطاني) أي (بمبنى كلية البنات المقاصدية في الباشورة اليوم) بدعم من مدحت باشا الذي عيّن أحد مؤسسي الجمعيّة طه النصولي رئيساً للجنة المشرفة على (المكتب السلطاني) وقد بلغ عدد التلاميذ في هذه المدرسة 230 تلميذاً وستة المعلمين.
المدرسة الإعداديّة العُثمانيّة، كلية المقاصد للبنات حاليًّا، ويظهر بجانبها ضريح والي سوريا أحمد حمدي باشا (الذي نقل فيما بعد إلى داخل جبانة الباشورة)
ونظراً لتزايد المسؤوليّة التربويّة على عاتق جمعيّة المقاصد الخيريّة الإسلاميّة، ونظراً لتزايد نفقاتها على مشروعاتها، فقد تمّ الاتفاق بين الجمعيّة والوالي والحكومة العُثمانيّة ومفتي بيروت على أن تتسلم الجمعيّة بعض الأوقاف الإسلاميّة الخيريّة غير المضبوطة أو المحلولة. وبفضل هذه الأوقاف الإسلاميّة التي أدارتها المقاصد، نمت المقاصد نمواً ملحوظاً بسبب الواردات الوقفيّة.
ومن الأهميّة بمكان القول، أن جمعيّة المقاصد بدأت تقوم بدور بارز في المجتمع الإسلامي والعربي. وبالرغم من أنه لم يمض على تأسيسها أربع سنوات1295-1299هـ1878-1882م غير أن الوالي الجديد أحمد حمدي باشا، رأى أن المسلمين في بيروت والمناطق بدؤوا بالالتفاف حول الجمعيّة، وأن هذا الاستقطاب التربوي بدأ يتحول إلى استقطاب سياسي. ومما ساعد على انتشار الرأي القائل بأن الجمعيّة ليست جمعيّة تعليميّة فحسب، هو اجتماع بعض المفسدين بالوالي الجديد وإفهامه هذا الأمر، ومما زاد في الشكوك أيضاً أن السلطات العُثمانيّة ضبطت مركباً لأحد أعضاء الجمعيّة السيّد سعيد طربيه وهو يهرب الأسلحة والبارود. الأمر الذي دعا الوالي إلى إصدار أمره بحل الجمعيّة وإلحاقها بالمعارف، وسماها (شعبة المعارف الأهليّة) واستمرت الجمعيّة ومدارسها على هذا النحو من عام 1882م حتى عام 1907م حيث شهدت تدهوراً في مستواها التعليمي إلى حد ملحوظ.
وفي عام 1907م وصل إلى بيروت والي ولاية بيروت خليل باشا، فحاول أن يعطي مدارس المقاصد نوعاً من الاهتمام، وكانت لا تزال تابعة لشعبة المعارف، فشكّل لها هيئة منفردة عن إدارة المعارف، وعيّن رئيساً لها هو عبد القادر أفندي الدّنا.
وفي عام 1908م وبعد إعلان الدستور العُثماني، بدأ المسلمون يطالبون الوالي الجديد ناظم باشا بإعادة نشاط جمعية المقاصد الخيريّة الإسلاميّة، وتسلمها المدارس والموجودات كافة، وبالفعل فقد أصدر مجلس إدارة ولاية بيروت قراراً بإعادة الجمعيّة إلى المسلمين، وانتخب رئيساً لها في هذه الفترة الشيخ عبد الرحمن الحوت، ثم ما لبث أن عُيّن رئيساً للجمعيّة في السنة ذاتها مفتي بيروت الشيخ مصطفى نجا الذي قضى فترة قصيرة في الرئاسة بين 1908-1909م، ولكنه قضى فترة أطول في الرئاسة الثانية للجمعيّة وهي الفترة الممتدة بين 1918-1932م.
وفي عام 1909م تولى سليم علي سلام رئاسة المقاصد، وساعده في إدارة الجمعيّة السادة:
• عبد القادر القبّاني
• عمر الداعوق
• محمد فاخوري
• سليم الطيارة
• عبد الباسط الأنسي
• محيي الدين الخيّاط
• بدر دمشقيّة
• عبد القادر جارودي
• عارف دياب
• محمد جميل بيهم
في أواخر عام 1918م دعا مفتي بيروت الشيخ مصطفى نجا إلى إدارة أعضاء جمعيّة المقاصد وبعض العلماء والوجهاء. وذلك لانتخاب هيئة إداريّة جديدة وتوزيع المهام بين أعضائها، وتمّ انتخاب المفتي رئيساً للجمعيّة وسليم علي سلام نائباً للرئيس، وعبد الباسط فتح الله وكيلاً للإدارة وحسن قرنفل أميناً للصندوق، ومحمد عمر نجا مديراً للأمور الكتابيّة.
والأمر المُلاحظ أن المقاصديين الأوائل استمروا في عملهم من أجل خدمة المجتمع الإسلامي رغم الصعوبات التي واجهوها في عهد الانتداب الفرنسي، فقد عمدوا إلى إجراء إصلاحات ضروريّة في مدرسة البنات الأولى في رأس النبع وافتتحوها أمام التلميذات في العام الدراسي 1920-1921م، واستوعبت المدرسة ما يقارب 130 تلميذة، وكانت تهتم بتعليمهن في مرحلتي الروضة والابتدائي وفي عام 1924م أدخلت الجمعيّة تدريس اللغة الفرنسيّة إلى جانب بقية اللغات.
وبعد أن توفي رئيس الجمعيّة مفتي بيروت الشيخ مصطفى نجا عام 1932م انتخب عضو الجمعيّة محمد الفاخوري رئيساً لها للفترة الممتدة بين 1932-1934م وقد شهدت المقاصد في عهده تقدماً مطرداً لما اشتهر عنه من حرص ودراية وإخلاص.
هذا وقد شهدت جمعيّة المقاصد في عهد رئيسها الجديد عمر الداعوق الذي تولى الرئاسة في الفترة الممتدة بين 1934-1949م تطوراً ماليّاً وعقاريّاً وعلميّاً بارزاً نتيجة للثقة الكبيرة التي منحها المسلمون في بيروت لبنان والعالم العربي للرئيس الجديد، فقد كان عمر الداعوق أول من اقترح منذ عام 1920م منذ أن كان عضواً في الجمعيّة بتوجيه عناية المقاصد نحو مسلمي المناطق والأرياف والقرى، وفي عهده أمشروعات مقاصديّة عديدة كما افتتحت مدارس عديدة وتزايد عدد الطلاب والطالبات وعدد المعلمين والمعلمات.

### مع الملك فاروق
وفي عام 1937م قررت جمعيّة المقاصد تطوير علاقاتها التربويّة بمصر، فتوجه وفد إلى القاهرة برئاسة رئيس الجمعيّة عمر الداعوق وعضوية حسن القاضي نائب الرئيس وأنيس الشيخ عضو الجمعيّة وعبد الله مشنوق مدير مدارس الجمعية ومفتشها.
وفي تشرين الثاني عام 1937م قابل الوفد الملك فاروق الأول لوضعه في أجواء أوضاع المسلمين في بيروت ولبنان، وبالتالي لنيل مباركته وتأييده في مطالب الجمعيّة، وقد أبدى الملك تأييده لخطوة المقاصد، وأوعز إلى وزارة المعارف المصريّة التجاوب مع مطالب المسلمين في بيروت، وكان من نتائج هذه الزيارة إبرام اتفاق بين وزارة المعارف المصريّة وبين جمعيّة المقاصد الخيريّة الإسلاميّة.
لقد شهدت المقاصد عصراً ذهبيّاً في عهد رئيسها عمر الداعوق 1934-1949م وبعد وفاته تمّ انتخاب محمد سلام رئيساَ للجمعيّة وقد تولى رئاستها بين 1949-1958م وقد شهدت الجمعيّة في عهده تطوراً وازدهاراً في مجالات التربية والتعليم والإدارة وفي مجال المشروعات التوسعيّة. وقد بلغ اهتمام الرجل بالمقاصد وبمستقبلها أن أبدى اهتماماً بالغاً بالطفولة القاصديّة وهو القائل: (إذا حققت الأمة الرعاية لأطفالها، أضمن لكم رجال المستقبل ومستقبل الأمة)
وانطلاقاً من هذا الشعار، فإن محمد سلام بالإضافة إلى نشاطاته المتشعبة بواقع الجمعيّة وبمستقبلها، فقد أهتم اهتماماً بالغاً بأطفال المقاصد، كما في شبابها، وخصّ بالاهتمام مدرسة (بيت الأطفال ـ الحرج) وأراد أن يجعلها للنخبة من المسلمين على غرار المدارس الأجنبيّة في لبنان وفي أوروبا. وكان يشاركه هذا الاهتمام المربي العربي سامح الخالدي من الشقيقة فلسطين، وكثيراً ما قضى الاثنان معاً ساعات طوالاً من أيم متوالية يشرفان على هذا البيت.

### بيت الأطفال - الحرج
هذا وقد تولى مصباح الطيارة رئاسة الجمعيّة لعدة أشهر في عام 1958م. ومنذ ذلك التاريخ تولى الرئيس صائب سلام رئاسة الجمعيّة بين 1958-1982م. وبالرغم من تولى صائب سلام مهام جسام على الصعيد السياسي والوطني وعلى الصعيد الرسمي والشعبي من وزارة ورئاسة وزارة، فأنه أعطى المقاصد جهداً ووقتاً ومثابرة، وسعى مع الجهات المعنيّة في لبنان، ومع المسؤولين العرب إلى دعم المقاصد مادياً ومعنوياً بشكل لافت للنظر. وكانت خطة الرئيس صائب سلام من الحصول على المساعدات الماليّة العربيّة للمقاصد، دعم مباشر للمسلمين في بيروت والمناطق، وذلك بالحفاظ على الأقساط المدرسيّة المقاصديّة وتلافي ارتفاعها، مما يشكل دعماً مباشراً للتلامذة ولأوليائهم.
على صعيد البعثات العلميّة إلى الخارج، فقد استطاعت المقاصد في هذه الفترة الحصول على عشرات المنح الدراسية للمرحلة الجامعيّة، وتمّ إرسال الطلاب للتخصص العالي في الدول العربيّة والأجنبيّة، كما قدمت (مؤسسة صائب سلام للثقافة والتعليم العالي) قروضاً للطلاب المقاصديين وغير المقاصديين للمساعدة في متابعة التحصيل العلمي العالي في مجال دراسات الماجستير والدكتوراه.

### التعليم الريفي
بدأت لجنة تعليم أبناء فقراء المسلمين في القرى نشاطاتها العام 1929م بإنشاء المدارس في القرى البعيدة، كان همها تعليم الأطفال علماً حديثاً وأخلاقياً ودينياُ، وقد انضمت اللجنة إلى جمعية المقاصد عام 1963م، فصارت المدارس هذه مرافق مقاصدية عاملة تستوعب أكثر من 8 آلاف طالب وطالبة في 35 ابتدائية و3 متوسطات.

### Makassed Foundation of America
هو المكتب الخاص بالجمعيّة في العاصمة الأميركيّة واشنطن أسسه مجموعة من خريجي مدارس المقاصد عام 1999م ليلعب دوراً هاماً في نشر أصداء المقاصد في بلاد الاغتراب.
كما تأسس المعهد العالي للدراسات الإسلامية في مطلع العام الدراسي 1981- 1982م. وقد كان إنشاء هذا المعهد وتأسيسه في هذه الحقبة من تاريخ لبنان محاولة رائدة وتصدياً جاداً للإجابة على التساؤلات الكبرى التي يواجهها الفكر الإسلامي في إطار المشروع الحضاري الشامل للإسلام في العصر الحديث، وذلك من خلال ترسيخ الإدراك الواعي لإنجازات الفكر الإسلامي عبر القرون، وتهيئة الباحث الإسلامي المعاصر القادر على النظر في مشكلات الحاضر والمستقبل، مزوداً بأكبر قدر ممكن من الثقة بانتمائه عقلاً وقلباً لدين الله الحنيف ولتراث حضارته العريقة، وبتمكنه في الوقت نفسه من المنهج العلمي المتكامل في حواره مع العالم المعاصر وتفاعله مع آمال المستقبل آفاقه. وإن المعهد منبر من منابر الفكر والرأي في لبنان والوطن العربي والعالم الإسلامي، وهو موقع أساسي من مواقع الحوار الفكري، الذي يتيح بل يوجب توسيع آفاق الرؤية الفكرية الشاملة مع الارتكاز، في الوقت نفسه، إلى الأصول الفكرية والإنسانية للإسلام في ماضيه وحاضره.
ويقوم المعهد العالي للدراسات الإسلامية ـ على المستوى الجامعي ـ بإعطاء طلابه، جميع الدرجات الجامعية بعد دراسة أربع سنوات لنيل الإجازة (الليسانس) وسنتين إضافيتين على الاقل مع إعداد رسالة (الأطروحة) لنيل الماجستير، وثلاث سنوات إضافية على الأقل بعد الماجستير لنيل شهادة الدكتوراه وإعداد رسالة (أطروحة).
وقد حرصت إدارة المعهد على وضع تصور متكامل للمواد الدراسية التي يتضمنها برنامج المعهد، بحيث تشمل إلى جانب العلوم الإنسانية الأصلية المواد الاستكمالية المسهمة في تهيئة الباحث الحديث في الدراسات الإسلامية، فيتضمن البرنامج الدراسي للمعهد، العلوم التالية: علوم القرآن الكريم، والتفسير، وعلوم الحديث النبوي الشريف، ومصطلحه ومصادره، والسيرة النبوية الشريفة، والفقه الإسلامي وتاريخه، وأصول الفقه، وعلم الكلام، والتصوف، والتاريخ الإسلامي ومناهج المؤرخين، والفلسفة الإسلامية والمنطق، واللغة العربية وآدابها، والفكر الإسلامي الحديث، والمذاهب الحديثة والاستشراق، والتربية الإسلامية وطرق التدريس، وديانات أهل الكتاب، ومناهج البحث، واللغة الإنكليزية، واللغات الشرقية.
شخصية الطالب المقاصدي
الطالب المقاصدي مواطن لبناني ملتزم بمواطنيته غير المنفصلة عن هويته العربية، وبالإسلام يفهمه فهماً عصرياً متكاملاً ومنفتحاً، ومتفهم للآخرين على اختلاف أعراقهم ومذاهبهم الدينية ومعتقداتهم السياسية، واثق بنفسه، مستقل ومبدع بتفكيره، مواكب للتغيرات العلمية والتكنولوجية.
وللكشفية دور كبير أيضاً في صقل شخصية الطالب المقاصدي، تقوي انتمائه للأرض والوطن، إذ ان الحركة الكشفية امتداد فعال للعمل التربوي والحياة العائلية والتربوية والاجتماعية.
ولقد قامت المقاصد بدور بارز في فترة الأحداث اللبنانيّة ابتداء من عام 1975م سواء على صعيد الخدمات الصحيّة والمستشفيات المتنقلة والدفاع المدني المقاصدي إيماناً من المقاصد بأن التعليم وخدمة المجتمع توأمان لا ينفصلان. وكان يوجد في مستشفى المقاصد 350 سريراً معظمها بالمجان أو على حساب وزارة الصحة. وقد أستقبل المستشفى في فترة حرب السنتين ما يقارب 10.336 جريحاً ومصاباً بإصابات خطرة، كما أجرى الأطباء 8153 عملية جراحيّة، وبين أعوام 1977-1990م استقبل المستشفى أكثر من مائة ألف حالة لا سيما في فترة الأحداث الكبرى 1987-1982-1983-1984-1985-1986-1989-1990م.
ومنذ أن تسلّم تمام سلام رئاسة الجمعيّة عام 1982م، بدأ بإدخال الأساليب الحديثة في التربيّة والتعليم والإدارة يساعده مجلس أمناء، وقد أدخلت المقاصد الكمبيوتر في الإدارة وفي بعض وسائل التعليم، كما حدث نقلة نوعيّة باستحداث قوانين وتشريعات عصريّة تهم المعلم والإداري والتلميذ، وقد انعكست إيجاباً على وضع المقاصد، واستمرت بعض الدول العربيّة في دعم هذه المؤسسة الإسلاميّة كمساهمة في دعم المجتمع الإسلامي في بيروت ولبنان.
واعتمدت الجمعية مؤخراً تدريس العلوم والرياضيات في المرحلة المتوسطة باللغات الأجنبية، كما أنها اعتمدت الاختلاط، إنما خصصت كلية البنات بمناهج نموذجية لتعليم وتنشئة الفتيات فقط. والمدارس جميعها مجهزة بمختبرات للكمبيوتر، وملاعبها وقاعاتها الرياضية ومسارحها مؤهلة متجددة. وقد نالت المقاصد عام 1995م الجائزة العالمية الأولى في هيروشيما ـ اليابان، عن أغنيتها (شمس السلام في مديح السلام).
واستقطبت المقاصد العناصر الشابة والمتخصصة في ميدان التربيّة والتعليم والإدارة، وازدادت أعباء المقاصد حيث باتت تستقطب الكثير من التلاميذ، بل إنها أقدمت على عمل وتضحية كبيرة عندما استقبلت الطلاب القادمين من الكويت في مستهل عام 1990-1991م، وذلك من أجل مساعدتهم وتخفيف الوطأة عن ذويهم. وحسب إحصاء 1990-1991م فقد ارتفع عدد طلاب المقاصد في بيروت والقرى، وأصبح العدد الإجمالي 24.438 طالباً موزعين على مختلف المراحل. وارتفع بالتالي عدد أفراد الهيئة التعليميّة بحث بلغ العدد الإجمالي 811 أستاذاً ومعلماً في القرى. وبلغ عدد المدارس في بيروت تسع عشرة مدرسة باستثناء المعاهد، بينما بلغ عدد المدارس في القرى سبع وأربعين مدرسة، ولكن مما يؤسف له ونتيجة لأسباب تربويّة واقتصاديّة واجتماعيّة ووظيفيّة، فقد تدنى في السنوات الأخيرة عدد طلاب المقاصد، وقاربت الأعداد أربعة عشر ألف طالب في بيروت والقرى عام 2001-2002م، كما تدنى عدد مدارسها وأساتذتها سواء في بيروت أو في القرى، فضلاً عن تراكم الديون عليها نتيجة السياسات الادارية والمالية.

## وصلات خارجية
- جمعية المقاصد الخيرية الإسلامية‌
- جامعة المقاصد في بيروت Makassed